# Жалтырколь (озеро, Жангалинский район)
Жалтырколь (каз. Жалтыркөл) — озеро в Жангалинском районе Западно-Казахстанской области. Относится к бассейну реки Кушум. Входит в состав Жалтыркольского заказника.

## Описание
Озеро Жалтырколь расположено приблизительно в 6 км к северо-востоку от озера Бирказанколь, на высоте около 0 м над уровнем моря.
Площадь поверхности озера составляет 20,6 км², длина — 7,4 км, наибольшая ширина — 3,3 км.
Котловина вытянута с северо-запада на юго-восток. Береговая линия относительно ровная, берега низкие.
Питание осуществляется за счёт как атмосферных осадков, так и стока из реки Кушум через рукав, именуемый Старица Кушум. До 1970-х годов, пока не были завершены гидротехнические работы по обустройству Урало-Кушумского оросительно-обводнительного массива, в Жалтырколь уходила вся вода Кушума.
Во время весеннего половодья вода в озере становится пресной, однако по его окончании приобретает солёность. В засушливые годы водоём может пересыхать.
Озеро почти полностью заросло камышом.
Прилегающая территория используется в качестве пастбища. По берегам озера гнездится множество птиц.

## Охрана природы
В 1967 году для сохранения фауны озера и прилегающих территорий был создан Жалтыркольский заказник.